# Croûte aux morilles
La croûte aux morilles (ou feuilleté de morilles) est une recette de cuisine traditionnelle de la cuisine franc-comtoise, à base de morilles en sauce à la crème, et de croûtons de pain grillé. Variante améliorée de la croûte aux champignons, elle est un des plats traditionnels principaux de la culture gastronomique familiale franc-comtoise.

## Historique
Ce plat de morilles en sauce porte ce nom de croûte car il est servi en général avec du pain grillé, ou plus rarement, dans une pâte feuilletée, comme des bouchées à la reine.

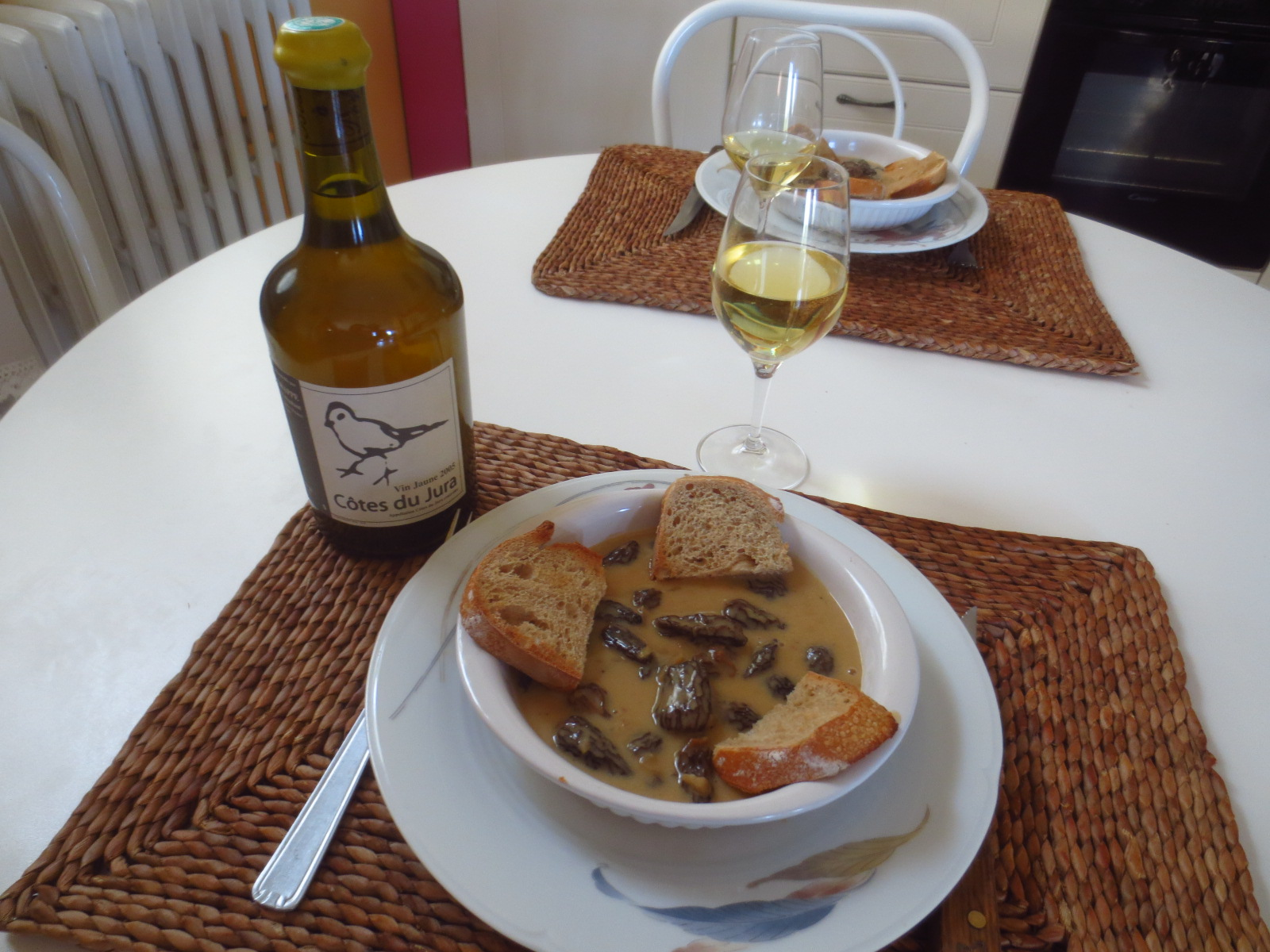
Croûte aux morilles et au vin jaune.
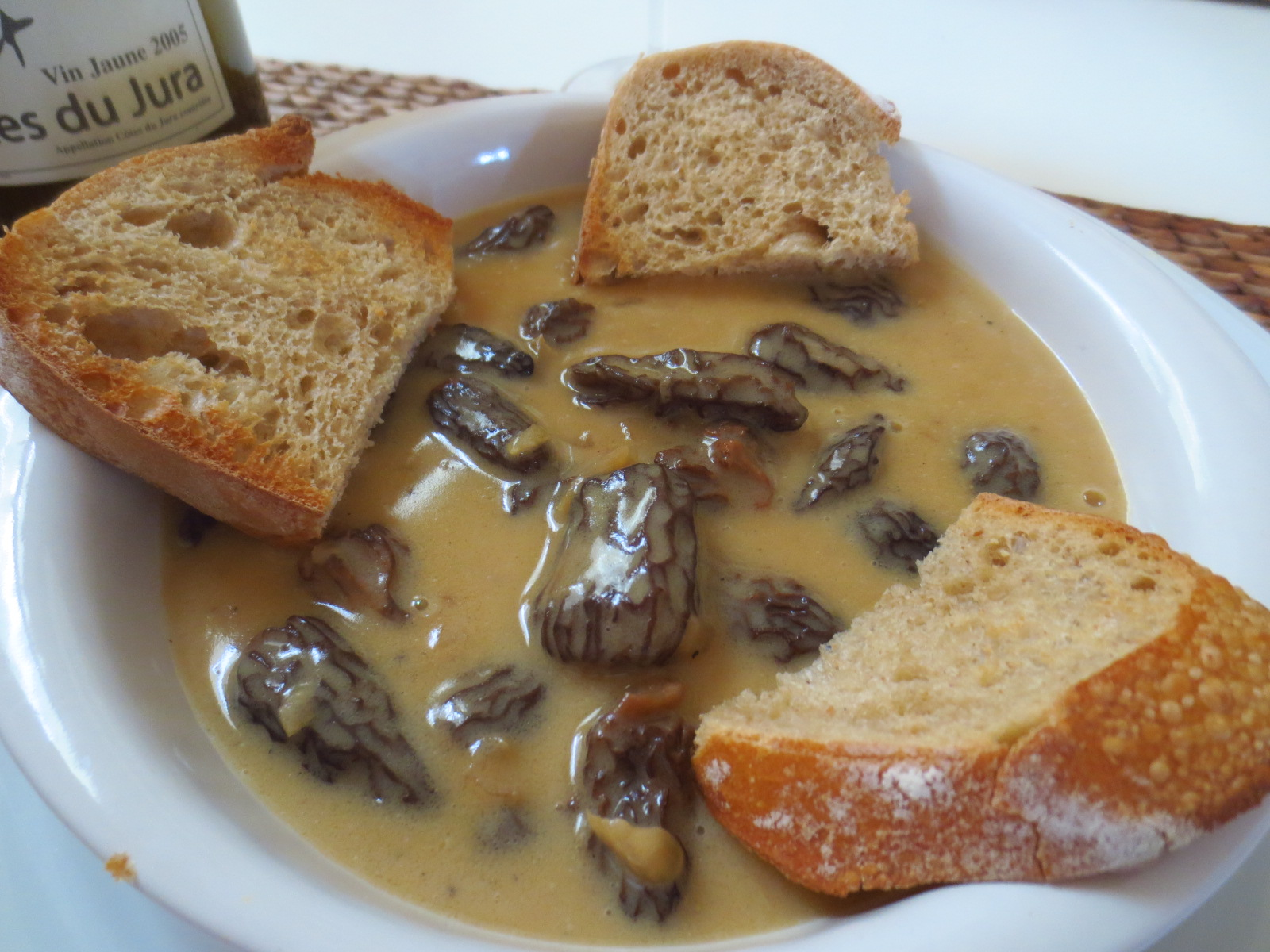
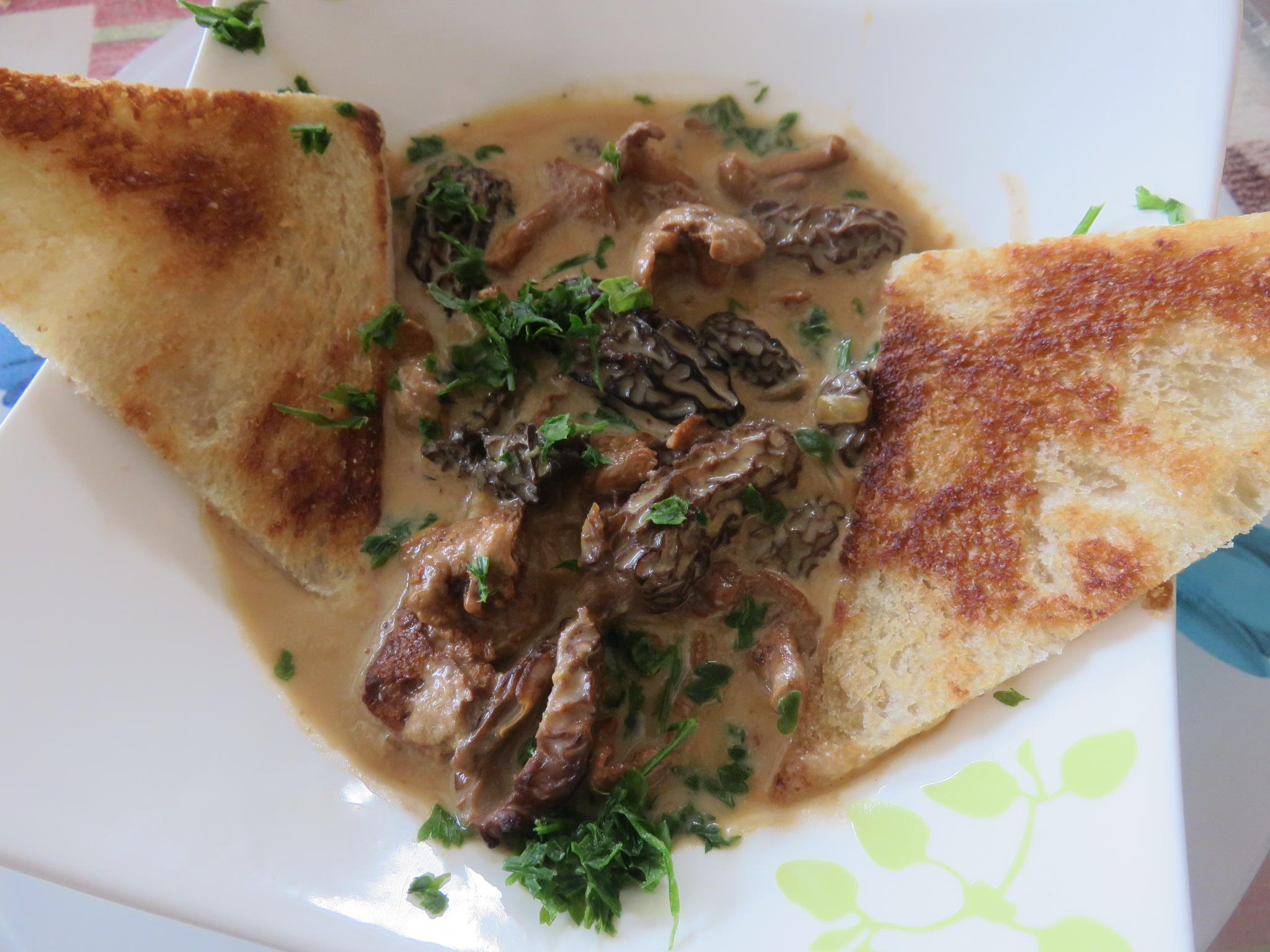
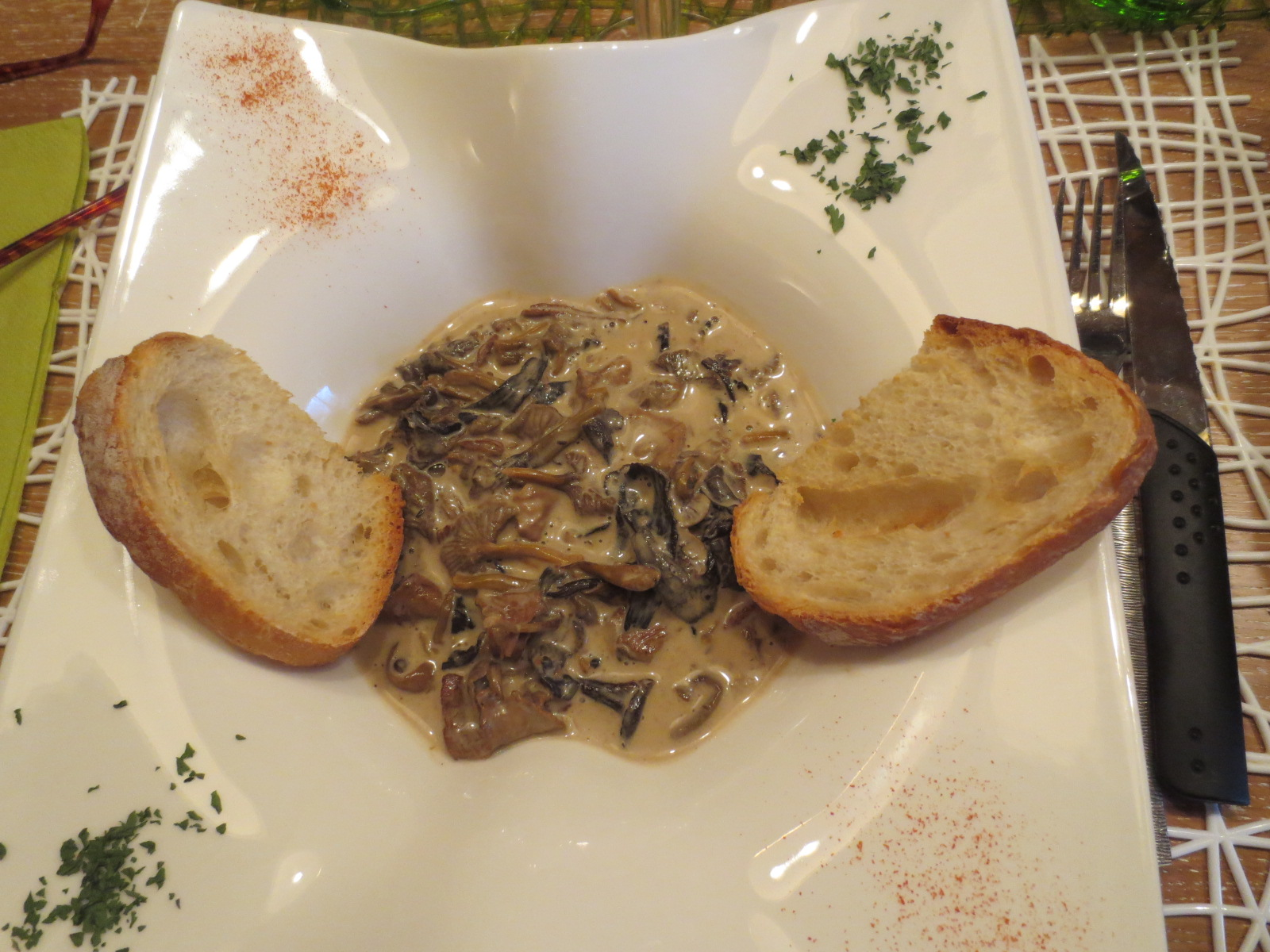
Variante : croûte aux champignons.

Les morilles sont abondantes en avril-mai, en forêt franc-comtoise, et se conservent parfaitement dans le temps sous forme séchée. Cette recette simple permet de savourer le mieux possible le goût puissant et caractéristique des morilles.

## Ingrédients
Cette recette est réalisée avec des morilles, de la crème fraîche, des tranches de pain grillé et également, éventuellement, avec beurre, farine, ail, lait, œufs, comté ou gruyère râpé, et vin blanc du vignoble du Jura.

## Accord mets/vins
Traditionnellement, ce mets s'accompagne d'un vin blanc du Jura tel que le côtes-du-jura, voire de vins plus puissants, tels que le savagnin ou le vin jaune.